# Antikominternpagten
Antikominternpagten oprettedes i 1936 af det nazistiske Tyskland og Japan for at bekæmpe Sovjetunionen og de kommunistiske partier verden over, der var sluttet sammen i Kommunistiske Internationale (Komintern).
I 1937 tilsluttede det fascistiske Italien sig og efterfulgtes i 1939 af Spanien, Ungarn og Manchukuo. Efter at Tyskland havde indledt krigen mod Sovjetunionen i 1941, blev en række af Tyskland besatte lander også medlemmer, dvs. Rumænien, Bulgarien, Slovakiet, Kroatien, Finland og Danmark.
Danmark blev medlem i november 1941 efter stærkt tysk pres, og underskrivelsen blev ledsaget af omfattende protestdemonstrationer i København, hvor især studenterne gjorde sig gældende.